# Satara (Maharashtra)
Satara es una ciudad y  municipio situada en el distrito de Satara en el estado de Maharashtra (India). Su población es de 120195 habitantes (2011), y el área metropolitana cuenta con 149335 habitantes. Se encuentra a 211 km de Bombay.

## Demografía
Según el censo de 2011 la población de Satara era de 120195 habitantes, de los cuales 61129 eran hombres y 59066 eran mujeres. Satara tiene una tasa media de alfabetización del 92,17%, superior a la media estatal del 82,34%: la alfabetización masculina es del 95,22%, y la alfabetización femenina del 89,03%.

## Clima
| Parámetros climáticos promedio de Satara (1981–2010, extremes 1933–2012) | Parámetros climáticos promedio de Satara (1981–2010, extremes 1933–2012) | Parámetros climáticos promedio de Satara (1981–2010, extremes 1933–2012) | Parámetros climáticos promedio de Satara (1981–2010, extremes 1933–2012) | Parámetros climáticos promedio de Satara (1981–2010, extremes 1933–2012) | Parámetros climáticos promedio de Satara (1981–2010, extremes 1933–2012) | Parámetros climáticos promedio de Satara (1981–2010, extremes 1933–2012) | Parámetros climáticos promedio de Satara (1981–2010, extremes 1933–2012) | Parámetros climáticos promedio de Satara (1981–2010, extremes 1933–2012) | Parámetros climáticos promedio de Satara (1981–2010, extremes 1933–2012) | Parámetros climáticos promedio de Satara (1981–2010, extremes 1933–2012) | Parámetros climáticos promedio de Satara (1981–2010, extremes 1933–2012) | Parámetros climáticos promedio de Satara (1981–2010, extremes 1933–2012) | Parámetros climáticos promedio de Satara (1981–2010, extremes 1933–2012) |
| Mes                                                                      | Ene.                                                                     | Feb.                                                                     | Mar.                                                                     | Abr.                                                                     | May.                                                                     | Jun.                                                                     | Jul.                                                                     | Ago.                                                                     | Sep.                                                                     | Oct.                                                                     | Nov.                                                                     | Dic.                                                                     | Anual                                                                    |
| ------------------------------------------------------------------------ | ------------------------------------------------------------------------ | ------------------------------------------------------------------------ | ------------------------------------------------------------------------ | ------------------------------------------------------------------------ | ------------------------------------------------------------------------ | ------------------------------------------------------------------------ | ------------------------------------------------------------------------ | ------------------------------------------------------------------------ | ------------------------------------------------------------------------ | ------------------------------------------------------------------------ | ------------------------------------------------------------------------ | ------------------------------------------------------------------------ | ------------------------------------------------------------------------ |
| Temp. máx. abs. (°C)                                                     | 35.8                                                                     | 38.0                                                                     | 40.5                                                                     | 41.9                                                                     | 42.1                                                                     | 40.9                                                                     | 33.5                                                                     | 35.2                                                                     | 34.6                                                                     | 37.7                                                                     | 36.0                                                                     | 34.0                                                                     | 42.1                                                                     |
| Temp. máx. media (°C)                                                    | 29.8                                                                     | 32.4                                                                     | 35.4                                                                     | 37.2                                                                     | 36.6                                                                     | 30.4                                                                     | 27.0                                                                     | 26.5                                                                     | 28.9                                                                     | 30.9                                                                     | 30.1                                                                     | 29.3                                                                     | 31.2                                                                     |
| Temp. mín. media (°C)                                                    | 12.8                                                                     | 14.2                                                                     | 18.1                                                                     | 21.1                                                                     | 22.7                                                                     | 22.5                                                                     | 21.8                                                                     | 21.2                                                                     | 20.5                                                                     | 19.2                                                                     | 15.9                                                                     | 13.3                                                                     | 18.6                                                                     |
| Temp. mín. abs. (°C)                                                     | 4.8                                                                      | 5.8                                                                      | 9.1                                                                      | 12.3                                                                     | 15.2                                                                     | 18.0                                                                     | 19.0                                                                     | 14.5                                                                     | 14.5                                                                     | 13.2                                                                     | 9.0                                                                      | 7.3                                                                      | 4.8                                                                      |
| Lluvias (mm)                                                             | 1.1                                                                      | 0.2                                                                      | 5.1                                                                      | 20.2                                                                     | 27.2                                                                     | 199.7                                                                    | 224.9                                                                    | 172.1                                                                    | 124.1                                                                    | 100.6                                                                    | 21.6                                                                     | 8.7                                                                      | 905.3                                                                    |
| Días de lluvias (≥ 1 mm)                                                 | 0.1                                                                      | 0.1                                                                      | 0.3                                                                      | 1.4                                                                      | 2.1                                                                      | 10.9                                                                     | 15.3                                                                     | 12.8                                                                     | 8.1                                                                      | 5.5                                                                      | 1.5                                                                      | 0.4                                                                      | 58.7                                                                     |
| Humedad relativa (%)                                                     | 36                                                                       | 29                                                                       | 28                                                                       | 34                                                                       | 44                                                                       | 70                                                                       | 78                                                                       | 79                                                                       | 71                                                                       | 56                                                                       | 47                                                                       | 41                                                                       | 51                                                                       |
| Fuente n.º 1: India Meteorological Department                            |                                                                          |                                                                          |                                                                          |                                                                          |                                                                          |                                                                          |                                                                          |                                                                          |                                                                          |                                                                          |                                                                          |                                                                          |                                                                          |
| Fuente n.º 2: Government of Maharashtra                                  |                                                                          |                                                                          |                                                                          |                                                                          |                                                                          |                                                                          |                                                                          |                                                                          |                                                                          |                                                                          |                                                                          |                                                                          |                                                                          |